# Delta Volantis
Delta Volantis (δ Vol, δ Volantis) é a quarta estrela mais brilhante da constelação de Volans, com uma magnitude aparente de 3,98. Tem uma paralaxe de 4,42 ± 0,11 milissegundos de arco, o que corresponde a uma distância de aproximadamente 740 anos-luz (226 parsecs) da Terra. É uma gigante luminosa com uma classificação estelar de F6 II. Tem uma massa de cerca de 6 massas solares e um raio de 50 raios solares.